# هری فوگت
هری فوگت (آلمانی: Harry Voigt; ۱۵ ژوئن ۱۹۱۳ – ۲۹ اکتبر ۱۹۸۶) دونده سرعت اهل آلمان بود.